# Helena Trojańska (film 1924)
Helena Trojańska (tyt. oryg. Helena) – niemiecki film z 1924 roku w reżyserii Manfreda Noa.